# Philippe Latulippe
Pour les articles homonymes, voir Latulippe.
Philippe Latulippe, dit Phil Latulippe, (né le 16 mars 1919 à Cabano et mort le 24 septembre 2006) est un militaire, un athlète et un philanthrope québécois.

## Biographie
Il sert dans les Forces armées canadiennes de 1940 à 1974. Il est blessé aux jambes lors de la Seconde Guerre mondiale.  Il commence à s'entraîner à la course à pied à 48 ans.  Après sa carrière militaire, il s'est fait connaître comme marathonien et promoteur de la course à pied et de l'exercice physique en général. Entre 49 et 76 ans, il a couru 210 782 km. Il s'est également engagé dans plusieurs causes humanitaires. En 1981, il crée la Fondation Phil-et-Lucie-Latulippe, pour encourager la pratique de la marche à pied, en particulier pour les enfants et les personnes handicapées.
Sa biographie, intitulée L'homme qui est allé au bout des routes, a été publiée en 1995. Il a été victime d'un accident vasculaire cérébral en 2002, mais a néanmoins continué à marcher 6 km par jour.

## Distinctions
- 1967 - Médaille du centenaire de la Confédération
- 1968 - Membre du Très vénérable ordre de Saint-Jean
- 1973 - Membre de l'Ordre du mérite militaire[4]
- 1977 - Médaille du jubilé de la Reine Elizabeth II
- 1984 - Membre de l'Ordre du Canada[1]
- 1992 - Médaille du 125e anniversaire du Canada
- 2004 - Chevalier de l'Ordre national du Québec[2]
- Médaille de l’université du Québec à Rimouski
- Étoile 1939-1945
- Étoile France-Allemagne
- Médaille de Normandie
- Médaille de guerre
- Médaille du service volontaire avec agrafe

## Hommages
- Phil Latulippe a longtemps vécu dans le quartier Loretteville à Québec où un centre sportif porte maintenant son nom : le Complexe sportif Phil-Latulippe au 150, boulevard des Étudiants.

- Le parc Phil-Latulippe a été nommé en son honneur, en 2001, dans l'ancienne ville de Loretteville, maintenant présent dans la ville de Québec.